# Jerzy Kronhold

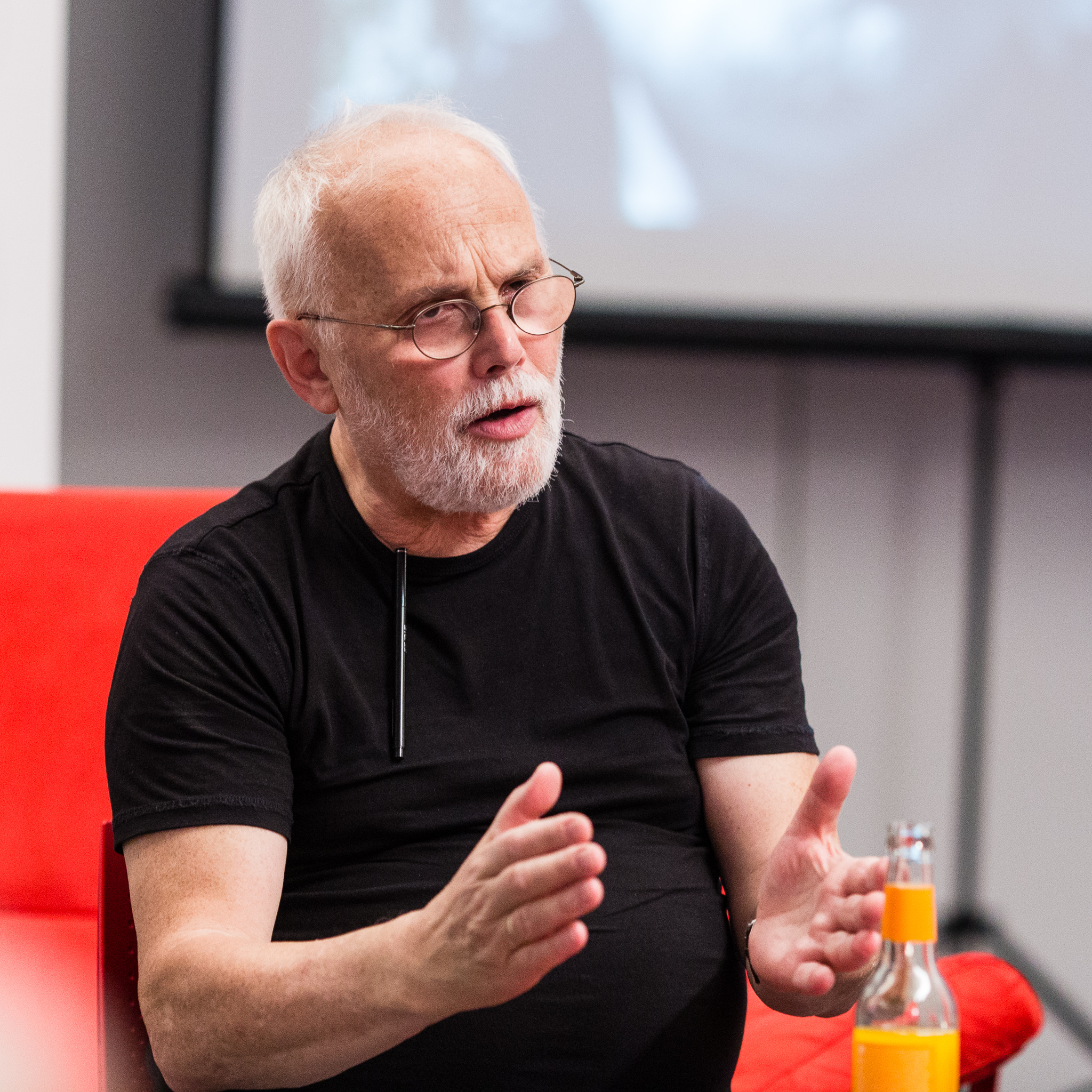
Jerzy Kronhold (2018)

Jerzy Antoni Kronhold (* 24. Januar 1946 in Cieszyn; † 13. November 2022 in Żory) war ein polnischer Lyriker und Diplomat.

## Leben
Kronhold besuchte das Gymnasium in Cieszyn. Nach dem Abitur 1963 studierte er bis 1968 Polonistik an der Jagiellonen-Universität in Krakau. Als Student gehörte er der literarischen Gruppierung Sowizdral in Krakau an und debütierte 1965 mit dem Gedicht Swojenie, das in dem von dieser Gruppierung herausgegebenen Kurier Akademicki erschien. Nach seinem Studium gehörte er von 1968 bis 1975 der Poetengruppe Teraz beim Studentenklub Pod Jaszczurami in Krakau an und veröffentlichte Gedichte in der Zeitschrift Student, die mit der Gruppe verbunden war. Daneben publizierte er in Współczesność und Zwrot. Von 1973 bis 1977 studierte er Regie an der Staatlichen Theaterhochschule in Warschau, wo er 1984 seine Diplomarbeit verteidigte. Anschließend führte er Regie für Theater- und Fernsehproduktionen.
Von 1991 bis 1995 sowie von 2007 bis 2011 war er Generalkonsul in Ostrava. Von 2000 bis 2006 war er Direktor des Polnischen Instituts in Bratislava.

## Publikationen
- Samopalenie, 1972
- Baranek lawiny, 1980
- Oda do ognia, 1982
- Niż, 1990
- Wiek brązu, 2000
- Epitafium dla Lucy, 2012
- Szlak jedwabny, 2014
- Wybór wierszy, 2014
- Skok w dal, 2016
- Stance, 2017
- Adres w ciemnościach, 2017
- Pali się moja panienko, 2019
- Długie spacery nad Olzą, 2020

## Auszeichnungen und Nominierungen
- 2004: Goldenes Verdienstkreuz der Republik Polen
- 2008: Offizierskreuz Orden Polonia Restituta
- 2013: Finalist des Literaturpreises Gdynia mit Epitafium dla Lucy
- 2017: Finalist des Wisława-Szymborska-Preises mit Skok w dal
- 2018: Finalist des Nike-Literaturpreises mit Stance
- 2018: Finalist des Literaturpreises Gdynia mit Stance
- 2021: Finalist des Nike-Literaturpreises mit Długie spacery nad Olzą